# 江南镇 (临湘市)
江南镇，中华人民共和国湖南省岳阳市临湘市下属的一个镇，位于临湘市北部。因地处长江南岸得名。201省道经过镇区。

## 建制沿革
- 1956年，设万普乡；
- 1958年，属江南公社；
- 1961年，析出陆城公社；
- 1984年，改置江南乡。
- 1992年，改置江南镇。

## 行政区划
江南镇下辖1个居委会和12个行政村：
- 江南居委会
- 鸭栏村、四合村、晓洲村、新洲村、江南村、谷花村、牛湖村、盛塘村、长江村、孙洲村、灯塔村、横河村